# ルドルフ・エップ
ルドルフ・エップ（Rudolf Epp、1834年7月30日 - 1910年8月8日）は、ドイツの画家である。1863年からミュンヘンで活動し、主に風俗画などを描いた。国家社会主義ドイツ労働者党（ナチ党）の全国指導者でバイエルン州首相も務めたフランツ・フォン・エップの父親である。

## 略歴
ドイツ南西部バーデン大公国のエーバーバッハで装飾画家の息子に生まれた。幼い頃から絵を描くのが好きで、風景画家のカール・ルートヴィッヒ・ゼーガー（Karl Ludwig Seeger: 1808-1866）から絵を学んだ。カールスルーエの美術学校(Großherzoglich-Badischen Kunstschule Karlsruhe)に入学し、ヨハン・ヴィルヘルム・シルマーやルートヴィッヒ・デ・クードルに学んだ。その後デュッセルドルフ美術アカデミーでも学んだ。
バーデン大公国の摂政であったフリードリヒ1世によって兵役の免除が認められ、大公からの絵の注文や、援助を受け、シュヴァルツヴァルトの山地で風景画を描いた。
1862年に結婚し、1863年に師のシルマーが亡くなった後、当時ヨーロッパにおける美術の中心地の一つであったミュンヘンに移った。カール・フォン・ピロティ（1826-1886）から影響を受け、フランツ・フォン・レンバッハ（1836-1904）やフランツ・デフレガー（1835-1921）、ハンス・マカルト（1840-1884）、ヴィルヘルム・フォン・ディーツ（1839-1907）、ルートヴィヒ・フォン・ランゲンマンテル（1854-1922）らと活動し、人気のある画家になった。写実的なスタイルの多くの風俗画を描き、作品は絵葉書などとしても出版された。
1910年にミュンヘンで亡くなった。息子のフランツ・フォン・エップ（1868-1947）は1887年から軍人として働き、1928年に国家社会主義ドイツ労働者党に入党しナチ党の幹部として働いた人物である。

## 作品

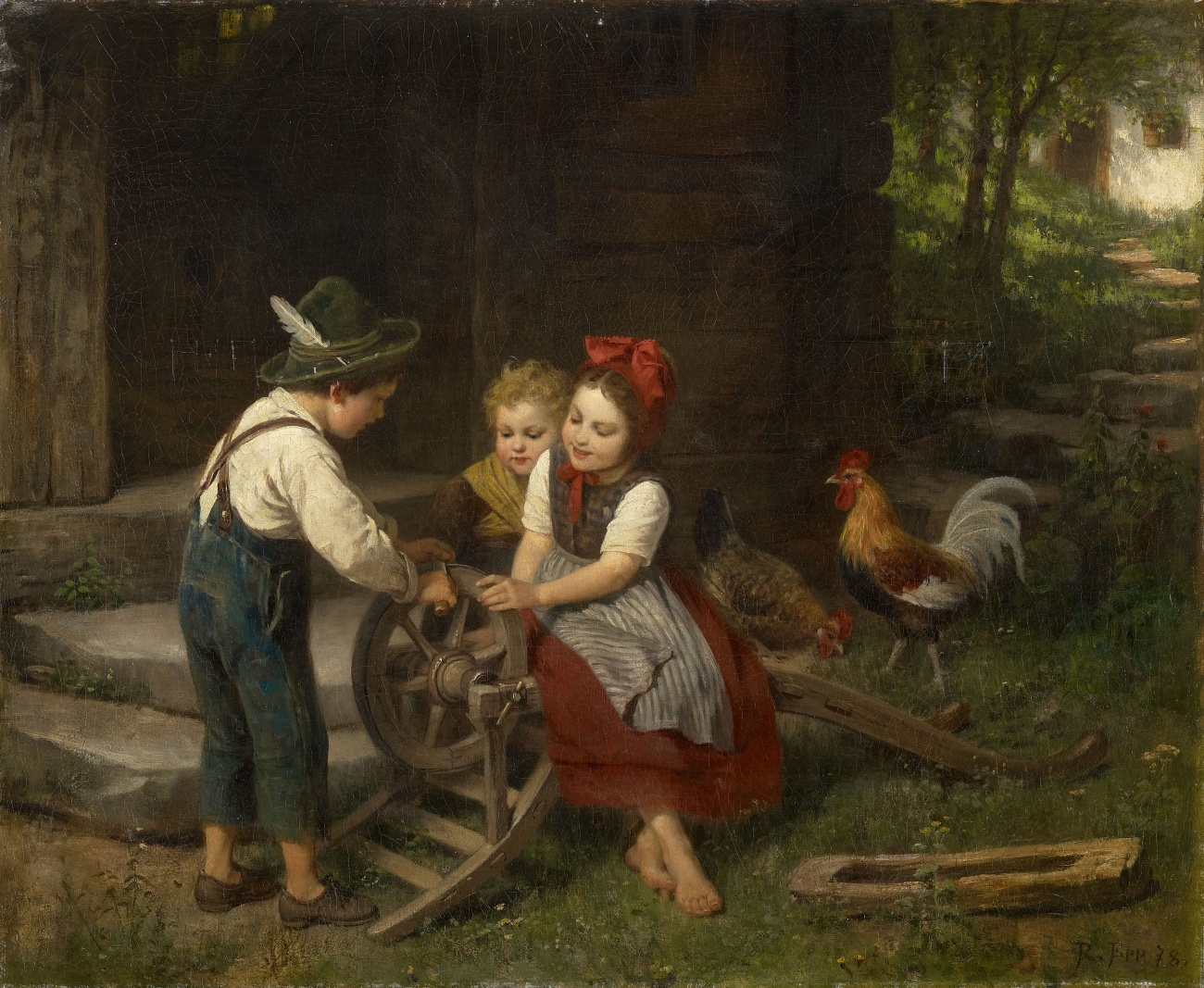
幼い刃物研ぎ師 (1878)
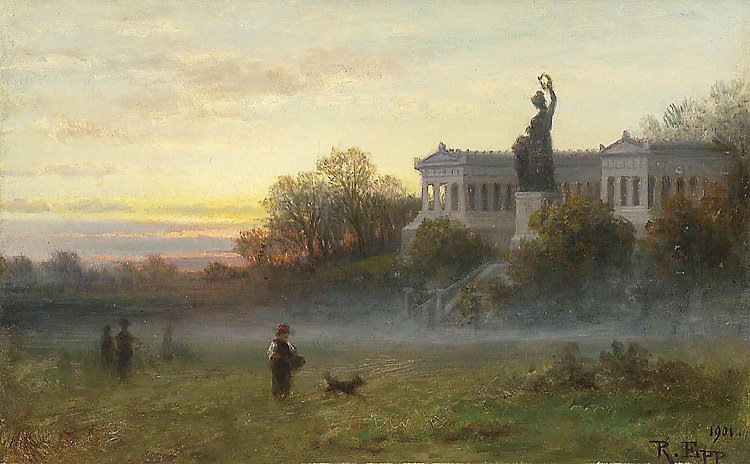
バイエルンの偉人たちの記念堂とテレージエンヴィーゼ (1901)
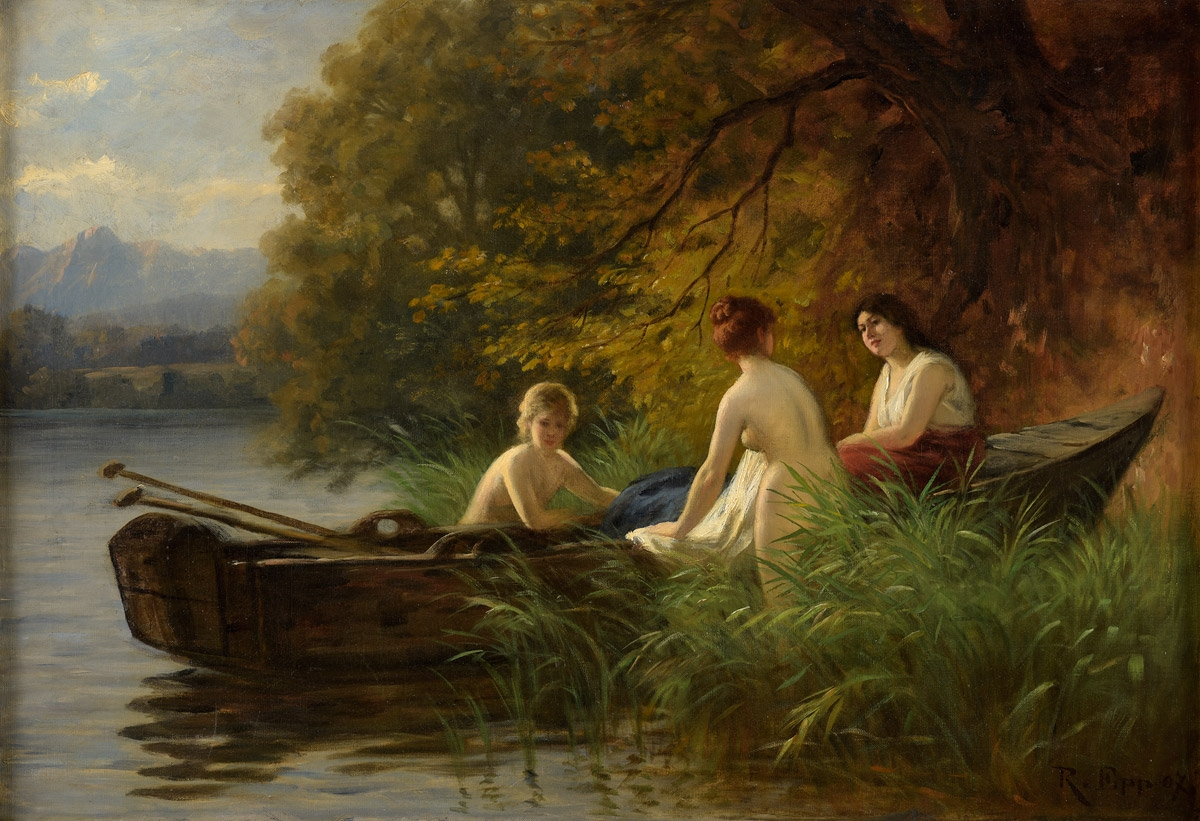
水浴びをする3人のニンフ

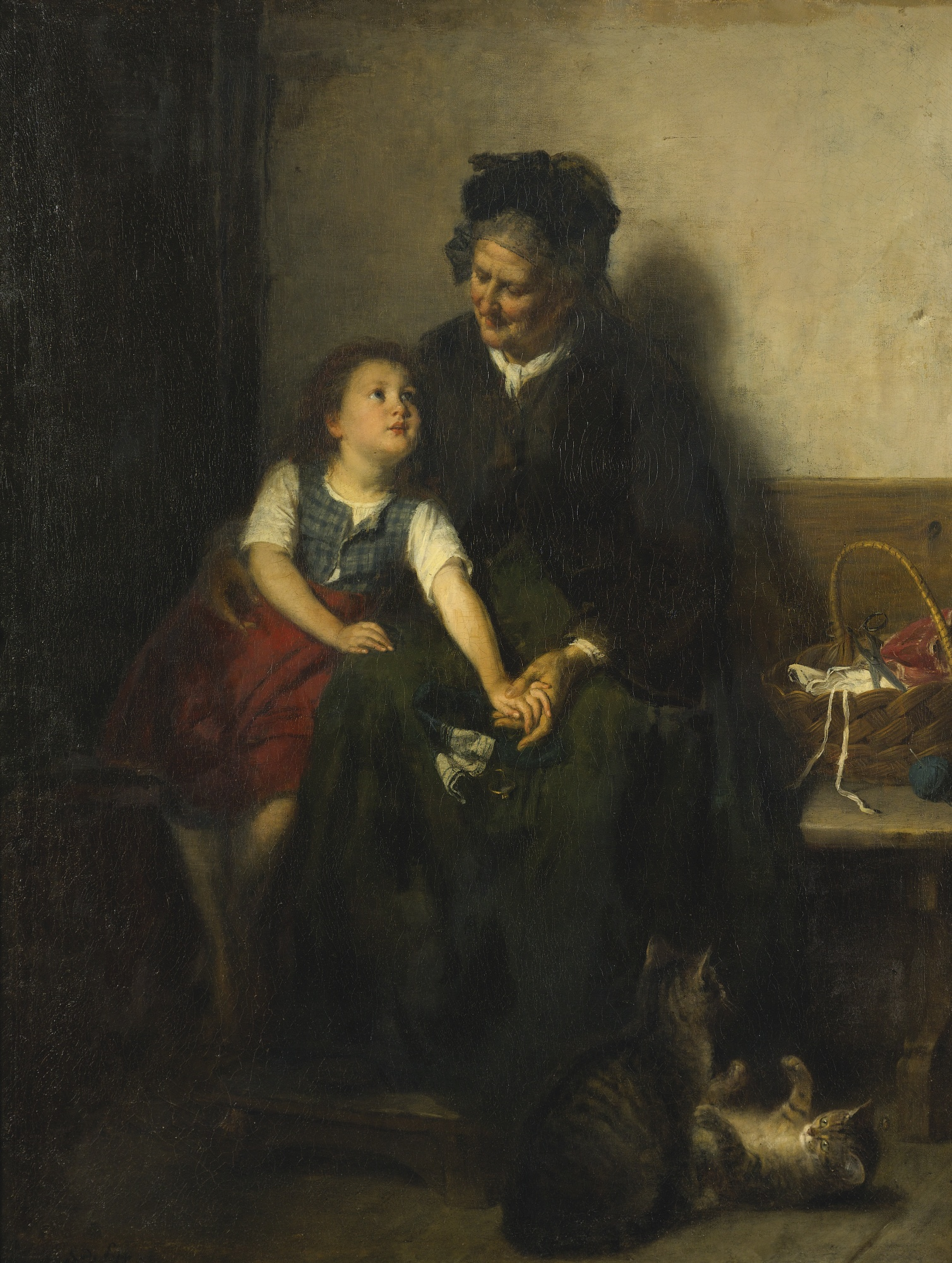
おばあさんと猫たちの側で (c.1874)
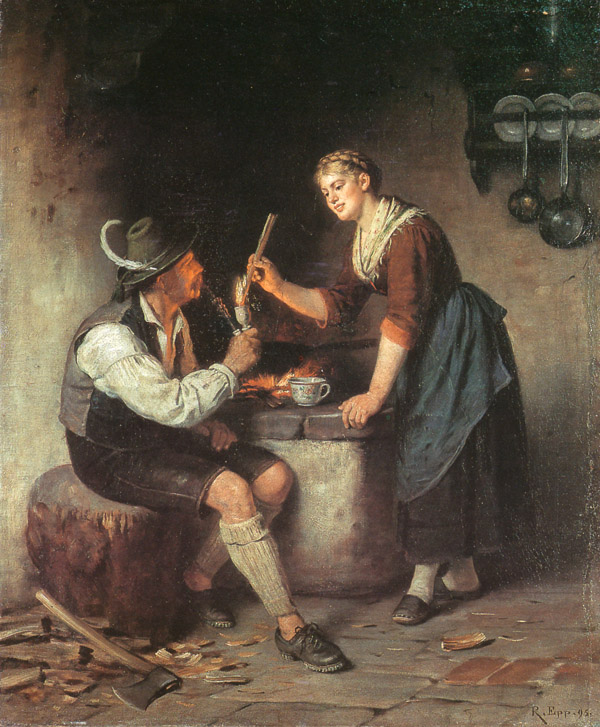
かまどの側で
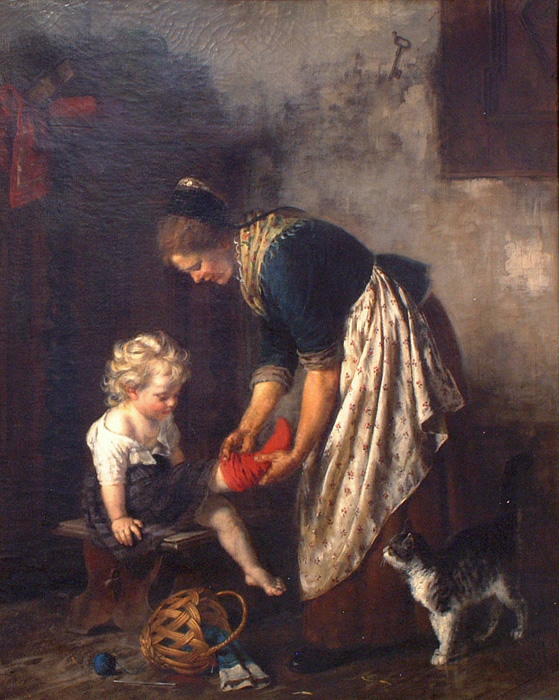
子供の着替えをする母親
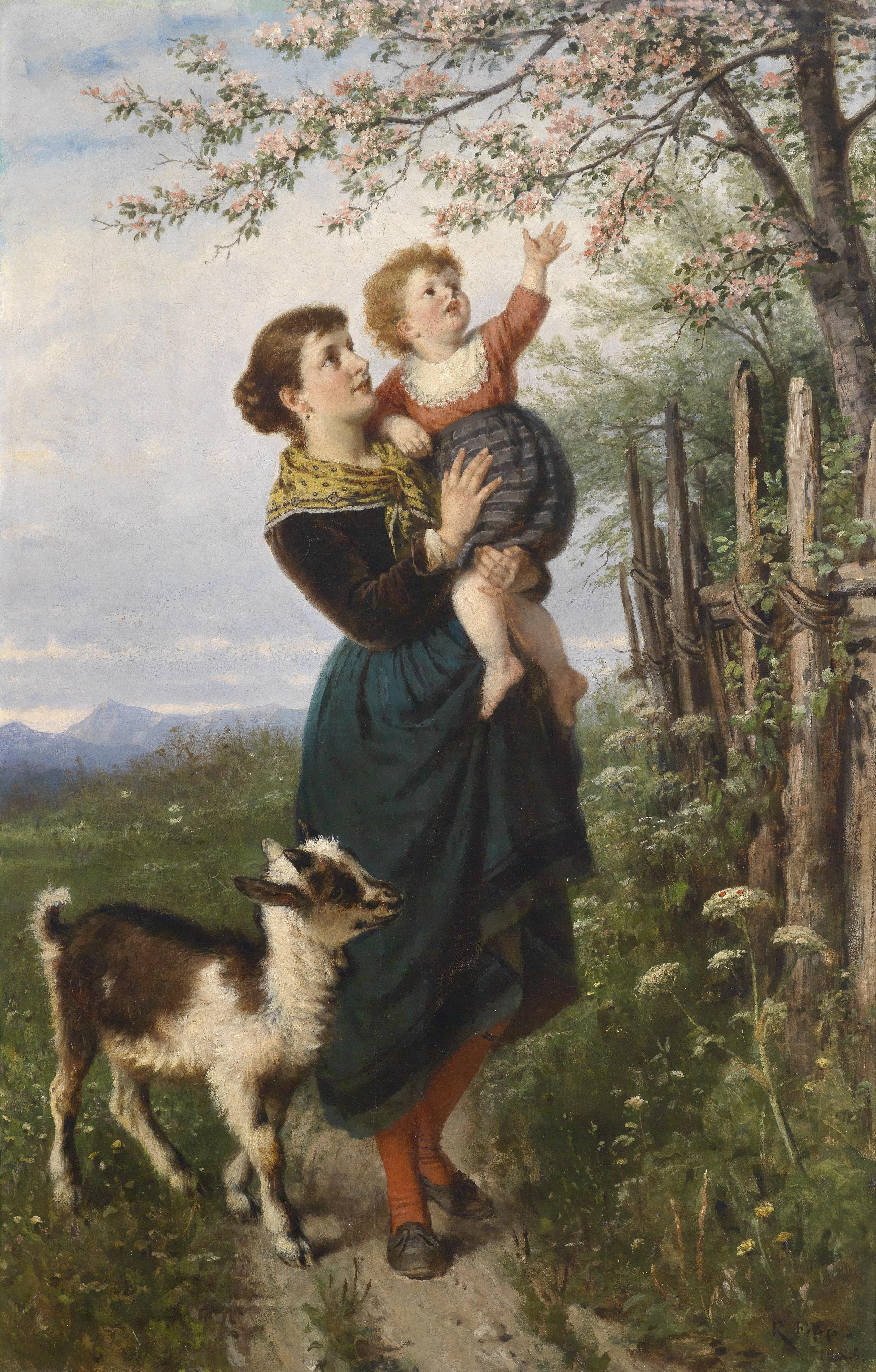
桜　(1885)